# Robert Johansson (backhoppare)
Robert Johansson, född 23 mars 1990, är en norsk backhoppare som ingick i det norska lag som vann guld i lagtävlingen vid olympiska vinterspelen 2018. I samma mästerskap vann han även individuella brons i både normalbacke och stor backe.
I juni 2023 var Johansson en del av Norges lag tillsammans med Anna Odine Strøm, Eirin Maria Kvandal och Marius Lindvik som tog silver i den mixade lagtävlingen i normalbacke.